# Национальные и этнические меньшинства в Польше
Национальные и этнические меньшинства в Польше — это социальные группы, проживающие на территории Польши и идентифицирующие себя с народами, отличными от польского. Согласно переписи населения 2021 года, они составляют несколько процентов населения страны.

## Определение по польскому законодательству
Согласно Закону от 6 января 2005 года «О национальных и этнических меньшинствах и о региональном языке» (пол. Ustawa z dnia 6 stycznia 2005 r. o mniejszościach narodowych i etnicznych oraz o języku regionalnym), меньшинства определяются по шести критериям, включая численность, длительность проживания на территории Польши (не менее 100 лет) и культурные особенности.
Закон различает:
— Национальные меньшинства: белорусы, чехи, литовцы, немцы, армяне, русские, словаки, украинцы и евреи.
— Этнические меньшинства: караимы, лемки, ромы и татары.
Кроме того, кашубский язык признан региональным языком.
Численность по данным переписей населения
Перепись 2002 года
В переписи 2002 года 96,7 % населения указали польскую национальность.
Перепись 2011 года
В переписи 2011 года 1,44 % населения (около 550 тысяч человек) указали национальность, отличную от польской.
Перепись 2021 года
Согласно переписи 2021 года:
— 36 620 217 человек указали только польскую национальность.
— 974 852 человека указали польскую и другую национальность.
— 397 848 человек указали только другую национальность.
— 32 073 человека указали две непольские национальности.
— 11 128 человек не указали национальность.

## Законодательство о меньшинствах
Права национальных и этнических меньшинств в Польше гарантированы Конституцией (статья 35) и вышеупомянутым законом от 2005 года. Они включают право на сохранение и развитие своего языка, культуры, традиций, а также создание образовательных и культурных учреждений.
Образование для меньшинств
В Польше существуют школы и образовательные программы, предназначенные для национальных и этнических меньшинств, где обучение может вестись на родном языке этих групп.